# Kalvens første leveuger
Kalvens første leveuger er en dansk dokumentarfilm fra 1990.

## Handling
Filmen viser, hvad man som kvægbruger skal være opmærksom på ved fødslen, og hvad der er vigtigt i de første uger.